# Marta Rosińska
Marta Rosińska z domu Owczarek (ur. 25 lutego 1985 w Gliwicach) – polska piłkarka ręczna, środkowa rozgrywająca, od 2017 zawodniczka Zagłębia Lubin.
Absolwentka Szkoły Mistrzostwa Sportowego w Gliwicach. Występowała w Sośnicy Gliwice i AZS-ie Wrocław. W 2005 została zawodniczką Vive Kielce, następnie reprezentowała barwy KSS-u Kielce. W grudniu 2007 podpisała kontrakt z Piotrcovią Piotrków Trybunalski. Od 2009 ponownie występowała w KSS-ie Kielce, będąc w sezonach 2009/2010 oraz 2010/2011 jego najlepszą strzelczynią w rozgrywkach Superligi (rzuciła odpowiednio 138 i 163 bramki). W sezonie 2011/2012 zdobyła w barwach kieleckiej drużyny 10 goli w Challenge Cup. Sezon 2012/2013 opuściła z powodu ciąży i narodzin dziecka. Od 2013 była zawodniczką powstałej w miejsce KSS-u Kielce Korony Handball. W sezonie 2014/2015, w którym zdobyła 167 bramek w 22 meczach (średnia: 7,6 bramki na mecz), została królową strzelczyń I ligi. W 2016 przeszła do Olimpii-Beskid Nowy Sącz. W sezonie 2016/2017 rzuciła w jej barwach 106 goli w Superlidze. W lipcu 2017 została zawodniczką Zagłębia Lubin.
Żona piłkarza ręcznego Tomasza Rosińskiego.

## Osiągnięcia
Indywidualne
- Królowa strzelczyń I ligi: 2014/2015 (167 bramek; Korona Handball)[9]
- 3. miejsce w klasyfikacji najlepszych strzelczyń II ligi: 2013/2014 (62 bramki; Korona Handball)[13]
- 6. miejsce w klasyfikacji najlepszych strzelczyń Superligi: 2010/2011 (163 bramki; KSS Kielce)[6]
- 9. miejsce w klasyfikacji najlepszych strzelczyń Ekstraklasy: 2009/2010 (138 bramek; KSS Kielce)[5]